# PCCカー (ブルックリン・アンド・クイーンズ交通)
この項目では、アメリカ合衆国・カナダ各都市に導入された路面電車車両であるPCCカーのうち、かつてニューヨークのブルックリン区やクイーンズ区に路線網を有していたブルックリン・アンド・クイーンズ交通（Brooklyn and Queens Transit Corporation、B&QT）に導入された車両について解説する。同鉄道はPCCカーの開発において実験用車両の提供、試作車の導入を始め多大な貢献を行い、最初の量産型PCCカーが導入されたのもブルックリン・アンド・クイーンズ交通であった。

## 先行試作車
モータリーゼーションによる自動車の普及や世界恐慌を始めとする不況の中で、1920年代のアメリカ各地の路面電車では乗客減少や運用コストの高騰が大きな課題となっていた。それを打破するため、1929年にアメリカの路面電車運営企業体や多数の鉄道車両メーカー、機器メーカーが参加し、高性能の路面電車（後のPCCカー）を開発するための"電気鉄道経営者協議委員会"（The Electric Railway Presidents' Conference Committee、ERPCC）が設立された。その際、アメリカで普及していた標準軌（1,435 mm）の路線であった事や車庫に比較的長距離の試験線を有していた事から、開発の拠点がブルックリン・アンド・クイーンズ交通に置かれた。そして、同年以降製造・改造された4両の試作車のうち、以下の2両がブルックリン・アンド・クイーンズ交通を拠点に試験運転を実施する事となった。
- 5200 - バスメーカーであったツインコーチ（英語版）が路面電車市場参入を図り1929年に製造した試作車をERPCCが購入し、PCCカーに導入される様々な技術を検証する試験車両に用いた車両。走行装置などに改造が施され、各種試験が行われた。"モデルA"（Model A）とも呼ばれる[8][9][10]。

- 5300 - 5200の結果を基にプルマン・スタンダードで1934年に製造された、PCCカーの技術を用いた初の新製車両。高抗張力鋼を用いた車体を有し、大幅な軽量化が実現した。"モデルB"（Model B）とも呼ばれる[8][11]。

これらの試作車はブルックリン・アンド・クイーンズ交通以外にもクリーヴランド、シカゴなどアメリカ各地の路面電車路線で試運転を行い、特にクリーヴランドでは1934年9月24日には残りの2両を含む全試作車が一堂に会する展示会が実施された。終了後に5300はトラックが絡む事故に巻き込まれたが後に復旧し、その際に架線からポールが外れた結果渦電流式ディスクブレーキが作動しなかった事は更なる研究に繋がった。
量産車の導入後、5200は1939年、5300は1940年に廃車された。その後は両車とも解体されたため現存しない。

## 量産車
試作車による長期試験の後、1936年からPCCカーの量産が始まった。そのうちブルックリン・アンド・クイーンズ交通は最初の商用車両となった1001を含む99両（1001 - 1099）を購入した。製造はセントルイス・カー・カンパニーが実施し、交渉の結果当初の提示価格よりも安価での購入が実現した。導入後はその斬新なデザインや高い性能が高い評価を集め、最初の導入先として33両が営業運転に就いたスミス - コニーアイランド系統（Smith - Coney Island Line）では1936年10月 - 1937年9月までの収入が前年度から33％増加した一方、高速運転により必要な車両数が2両減少し、経費削減にも繋がった。導入当初は前照灯の上に満員超過を示す表示灯が存在したが、後に撤去された。
1940年にブルックリン・アンド・クイーンズ交通は親会社のブルックリン・マンハッタン・トランジットが所有する路線と共にインディペンデント・サブウェイ・システム（IND））へと公営化され、その後ニューヨーク市交通局（NYCITA）へと移管したが、PCCカーは路面電車路線が全廃される1956年まで使用された。2019年現在、トップナンバーの1001が動態保存されている。

## アルミ試作車
量産車が導入された同年（1936年）、PCCカー向けの台車（B-2）を製造していたクラーク（Clark）によってアルミニウム製の車体を有する試作車（1000）が作られた。この車体は他車に波及せず唯一のアルミニウム製PCCカーとなった一方、立席客向けに追加した側面窓の上の立席窓（standee window、通称バス窓）は以降のPCCカーにも導入されるようになり、第二次世界大戦後に製造された車両では標準仕様となった。
導入後は量産車と共通運用され、1940年代に起きた事故からの復旧時に前面が量産車と同型に改造された。1956年の廃車後もニューヨーク路面電車博物館に保存され、2013年にはその歴史的価値からニューヨーク州歴史登録財に認定されている。